# 남평 영모재
남평 영모재는 전라남도 나주시 남평읍 오계리 707에 있다. 2019년 10월 8일 나주시의 향토문화유산 제49호로 지정되었다.

## 지정 사유
영모재는 100년이 넘는 재실로 현재도 그 용도대로 명맥을 이어가고 있다., 앞으로도 옛 건축물 원형이 그대로 보존될 수 있도록 문화재 지정이 필요하다.